# Le Gang des gaffeurs
Le Gang des gaffeurs est l'album 12 dans la série originale de Gaston. Il paraît en 1974.